# Kameruńska Première Division
Kameruńska Première Division (1 Division) – najwyższa w hierarchii klasa rozgrywek piłkarskich w Kamerunie, będąca jednocześnie najwyższym szczeblem centralnym (I poziom ligowy). Jej triumfator zostaje Mistrzem Kamerunu, zaś trzy najsłabsze drużyny są relegowane do 9-grupowej II ligi. Rozgrywki 1 Division toczą się pod patronatem Kameruńskiego Związku Piłki Nożnej, a ich pierwszą edycję przeprowadzono w 1961. Od sezonu 2005/2006 występuje w niej 16 zespołów (wcześniej 18 klubów).

## Kluby w sezonie 2008/2009
- Aigle Royal Menoua
- Astres Duala
- Canon Jaunde
- Cotonsport Garoua
- Danay FC
- Fovu Baham
- AS Matelots
- Mount Cameroon Buéa
- Panthère Ndé
- Sable Batié
- Tiko United
- Union Duala
- Unisport Bafang
- Université Ngaoundéré

## Mistrzowie Kamerunu
| - 1960/1961: Oryx Duala - 1961/1962: Caïman Duala - 1962/1963: Oryx Duala - 1963/1964: Oryx Duala - 1964/1965: Oryx Duala - 1965/1966: Diamant Jaunde - 1966/1967: Oryx Duala - 1967/1968: Caïman Duala - 1968/1969: Union Duala - 1969/1970: Canon Jaunde - 1970/1971: Aigle Nkongsamba - 1971/1972: Léopards Duala - 1972/1973: Léopards Duala - 1973/1974: Canon Jaunde - 1974/1975: Caïman Duala - 1975/1976: Union Duala - 1976/1977: Canon Jaunde - 1977/1978: Union Duala - 1978/1979: Canon Jaunde - 1979/1980: Canon Jaunde |  | - 1981: Tonnerre Jaunde - 1981/1982: Canon Jaunde - 1982/1983: Tonnerre Jaunde - 1983/1984: Tonnerre Jaunde - 1984/1985: Canon Jaunde - 1985/1986: Canon Jaunde - 1986/1987: Tonnerre Jaunde - 1988: Tonnerre Jaunde - 1989: Racing Bafoussam - 1990: Union Duala - 1991: Canon Jaunde - 1992: Racing Bafoussam - 1993: Racing Bafoussam - 1994: Aigle Nkongsamba - 1995: Racing Bafoussam - 1996: Unisport Bafang - 1997: Cotonsport Garoua - 1998: Cotonsport Garoua - 1999: Sable Batié - 2000: Fovu Baham |  | - 2001: Cotonsport Garoua - 2002: Canon Jaunde - 2003: Cotonsport Garoua - 2004: Cotonsport Garoua - 2005: Cotonsport Garoua - 2006: Cotonsport Garoua - 2007: Cotonsport Garoua - 2007/2008: Cotonsport Garoua - 2008/2009: Tiko United - 2009/2010: Cotonsport Garoua - 2010/2011: Cotonsport Garoua |

## Zestawienie mistrzów kraju
| Klub              | Tytuły |
| ----------------- | ------ |
| Canon Jaunde      | 10     |
| Cotonsport Garoua | 7      |
| Tonnerre Jaunde   | 5      |
| Oryx Duala        | 5      |
| Union Duala       | 4      |
| Racing Bafoussam  | 4      |